# 獵豹狙擊步槍
獵豹狙擊步槍（匈牙利語：Gepárd-fegyvercsalád）是由匈牙利研製的一系列大口徑重型狙擊步槍（反器材步槍）。

## 概述
獵豹系列狙擊步槍是為了能讓士兵有效地破壞2000米內的輕型裝甲目標而被研製出來的，這種重型狙擊步槍同時具備射程遠、殺傷力大及精度高等優點。其設計概念是源自第一次世界大戰由德國研製的反坦克步槍，這種武器是專門用來破壞如坦克等裝甲車輛。不過隨着重型坦克的面世意味著它們有更厚的裝甲，反坦克步槍便開始派不上場了。然而在1987年，匈牙利軍隊正尋求一種體積小巧，並能被單兵攜帶的大口徑武器，旨在破壞輕型裝甲目標。該項目最終在匈牙利人民軍軍事技術研究所的工作人員費爾迪·費倫茨的領導下完成了，其成果就是獵豹系列狙擊步槍。
獵豹在正式裝備匈牙利軍隊後的第一個型號是M1型，該型號於1990年推出，為一款單發式步槍，裝彈及退彈方法是將握把90度旋轉扭開，然後裝填/退出子彈，而整個過程當中是不需把握把拆下。匈牙利軍隊更會指導士兵若需緊急撤退的時候把整槍留下，並只回收其握把部份，這樣敵方就無法使用士兵遺留下來的武器。
M1型發射12.7×108毫米大口徑步槍彈。為了增加精度，該槍採用了長槍管設計。而其骨架式槍托的設計則是為了降低重量。
期後獵豹推出了多種改進型，這些改型包括了使用旋轉後拉式槍機操作的步槍及半自動步槍。

## 彈藥
所有的型號皆能夠改變口徑以對應以下三種彈藥：
- 12.7×108毫米
- .50 BMG
- 14.5×114毫米

## 衍生型

### M1/M1A1
最初的版本。

### M2/M2A1
- 口徑：12.7×108毫米
- 全長：157厘米
- 槍長：1,100毫米
- 重量：10公斤
- 載彈量：5、10發
- 槍機種類：長行程後座作用

為一款犢牛式半自動步槍，採用長行程後座作用運作。該槍比起M1有著更短的槍管長度及更低的重量，並以5發或10發容量的彈匣供彈。M2A2為該槍的縮短版本，主要提供給傘兵和特種部隊使用。

### M3
為M2的14.5×114毫米口徑版本，其餘大致與M2相同。非常適合用來破壞敵軍的直升機、裝甲運兵車以及流動雷達站。

### M4
- 口徑：12.7×108毫米／12.7×99毫米（.50 BMG）
- 全長：1,450毫米
- 槍長：800毫米
- 重量：17公斤
- 載彈量：5發
- 槍機種類：長行程後座作用

M2的改進版本，全槍改用了更強的物料打造，並提高了可靠性。具12.7×108毫米俄羅斯口徑及12.7×99毫米北約口徑兩種版本可供選擇。

### M5
與M4一樣同為M2的改進版，但把槍機改為旋轉後拉式，全槍重13公斤。

### GM6 Lynx

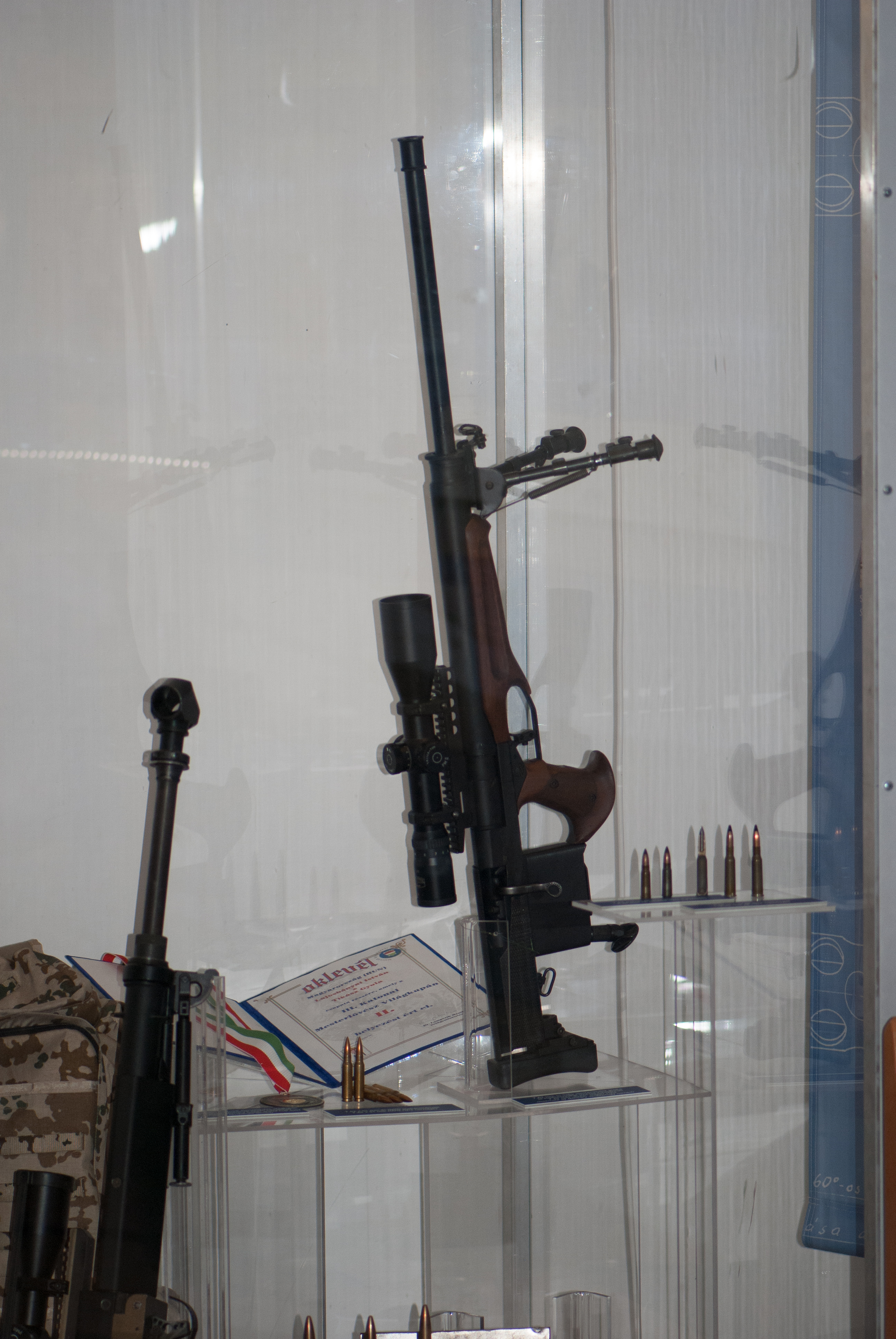
垂直展示於博物館的獵豹GM6 Lynx狙擊步槍。

- 口徑：12.7×108毫米／12.7×99毫米（.50 BMG）／14.5×114毫米
- 全長：1,126毫米／928毫米（攜行時）
- 槍長：730毫米
- 重量：11.5公斤
- 載彈量：5、10發
- 槍機種類：長行程後座作用

獵豹系列的最新型號為半自動步槍，並集合了許多上述型號的特點。

## 使用國
- 匈牙利
- 印度
- 北馬其頓
- 羅馬尼亞
- 沙烏地阿拉伯
- 土耳其
- 英国

## 流行文化

### 動畫
- 2006年—：配備狙擊鏡，於第1季第1話被萊薇用以攻擊EO公司的Mi-24雌鹿直升機。
- 2009年—《幻靈鎭魂曲》：型號為M1，配備狙擊鏡，於第15話由女主角江漣／Ein所使用。

### 電子遊戲
- 2012年—《战争前线》：型号为GM6 Lynx，命名为“Gepard GM6 Lynx”，使用5发弹匣供彈。为狙击手专用武器，大师级解锁，可以改装战术导轨配件（狙击枪双脚架、特殊狙击枪双脚架）以及瞄准镜（狙击枪5.5x瞄准镜、狙击枪4.5x中程瞄准镜、狙击枪4x短程瞄准镜、狙击槍5x快速瞄准镜、施密特-本德爾 V2 4.6倍瞄准镜），无法改装枪口，默认自带施密特-本德爾警用神枪手二型（Police Marksman II，簡稱：PM II）瞄准镜（游戏内被命名为施密特-本德 V2 4.6倍瞄准镜）且拥有4.6倍变焦功能。
- 2013年—：型號為GM6 Lynx，預設配備狙擊鏡，命名為“Lynx”。
- 2013年—《3》：型號為GM6 Lynx，預設配備狙擊鏡。
- 2014年—《4》：型號為縮短槍管版的GM6 Lynx，預設配備狙擊鏡，命名为“SA-50”。
- 2014年—：型號為GM6 Lynx，預設配備狙擊鏡，命名為“Lynx”。
- 2018年—《5》：型號為GM6 Lynx，預設配備狙擊鏡，命名为“SA-50”。
- 2019年—：型號為GM6 Lynx，預設配備狙擊鏡。
- 2020年—《少女前線》
- 2021年—《絕地求生》：型號為GM6 Lynx，可裝備全部瞄準鏡，命名為「Lynx AMR」。
- 2021年—《和平精英》：型號為GM6 Lynx，可裝備全部瞄準鏡‘命名為「AMR狙擊槍」只在空投刷新。
- 2021年—《6》：型號為GM6 Lynx，預設配備狙擊鏡。
- 2022年—《決勝時刻：現代戰爭II 2022》：型號為GM6 Lynx，預設配備狙擊鏡，命名為“Signal 50”。

### 輕小說
- 2014年—《刀劍神域外傳Gun Gale Online》：型號為GM6 Lynx，由遊戲測試中的“新型NPC”洛克所使用。

## 外部連結
- Gepard Sniper Rifles, Hungarian Weapons （页面存档备份，存于）
- A Gepárd puskák (Bemutató a BJFK honlapján)
- Gepárd M1-t bemutató cikk a Haditechnika folyóiratban

## 另見
- AMR-2
- 巴雷特M82
- 巴雷特M90
- 巴雷特M95
- NTW-20
- Istiglal
- RT-20反器材步槍
- KSVK
- OSV-96
- 精密國際AW50
- 精密國際AS50
- 精密國際AX50
- AMR-2
- DSR-50
- OM 50
- TAC-50
- 風行者M96
- Falcon
- PTRD
- PTRS
- 反器材步槍
- 反坦克步槍